# Philipp Schaerer

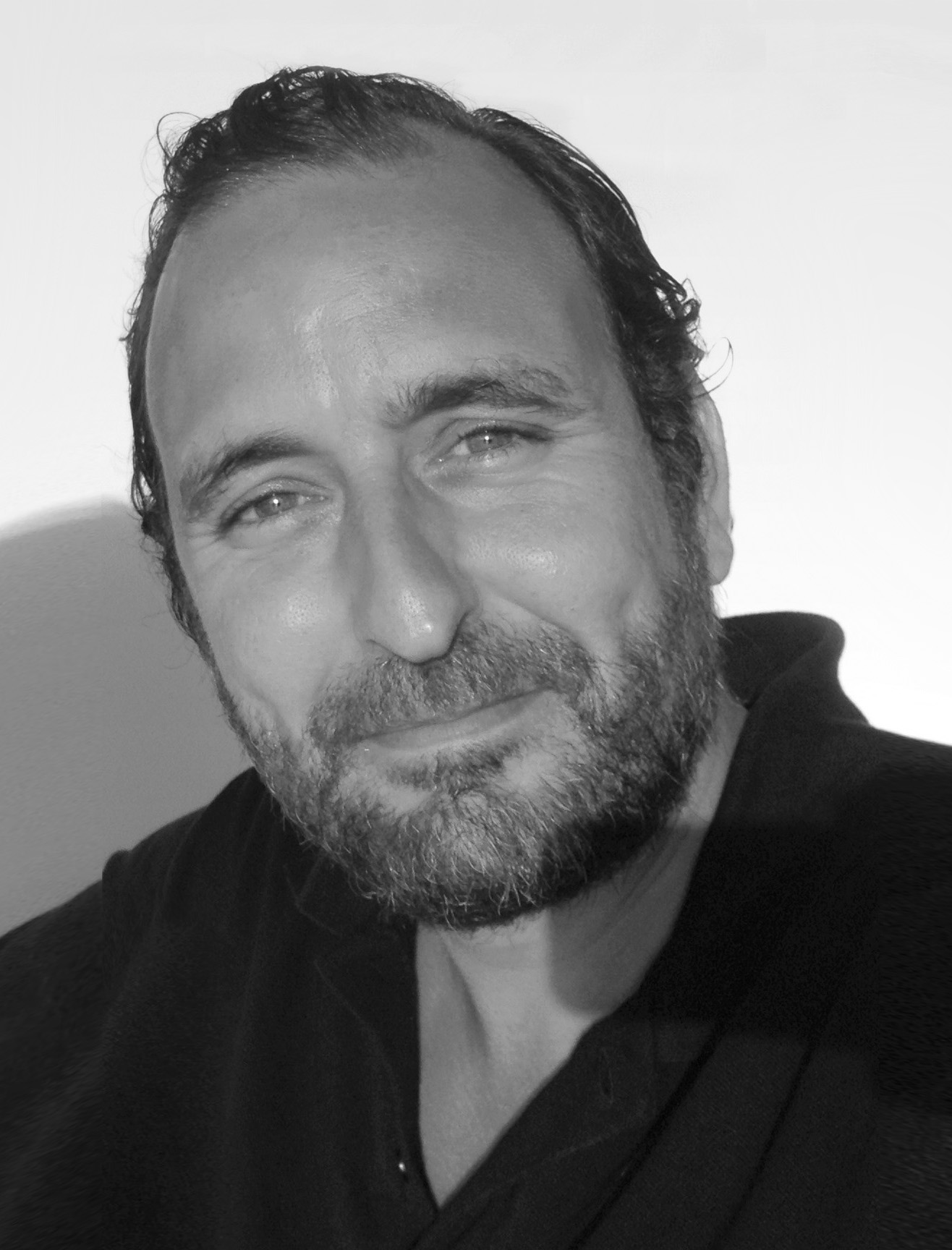
Philipp Schaerer (2013)

Philipp Schaerer (* 23. Dezember 1972 in Zürich) ist ein Schweizer Künstler, der im Bereich der Fotografie- und Computerkunst tätig ist. Seine Arbeiten sind in verschiedenen Sammlungen namhafter Museen vertreten – so unter anderem in der Sammlung des Museum of Modern Art (MoMA) in New York, des Centre Pompidou in Paris und des Zentrums für Kunst und Medien (ZKM) in Karlsruhe. Seit 2014 ist Schaerer Gastprofessor an der Eidgenössischen Technischen Hochschule in Lausanne (EPFL) und lehrt an der Architekturfakultät im Fachbereich «Kunst und Architektur» den Schwerpunkt digitale Gestaltung.

## Leben
Philipp Schaerer verbrachte seine Jugendjahre im Kanton Zürich und im Kanton Bern, wo er das Gymnasium Thun besuchte. Von 1994 bis 2000 studierte er Architektur an der Eidgenössischen Technischen Hochschule in Lausanne (EPFL).
Nach dem Studium arbeitete Schaerer im Architekturbüro Herzog & de Meuron in Basel. Er erstellte in dieser Zeit die Visualisierungen vieler bedeutender Projekte von Herzog & de Meuron und leistete im Bereich der digitalen Architekturvisualisierung über die Landesgrenzen hinaus einen stilbildenden Beitrag. Ab 2003 war Schaerer bei Herzog & de Meuron als Knowledge Manager tätig. Er war zuständig für die Erarbeitung digitaler Strategien und Konzepte zur Verbesserung interner Arbeitsabläufe sowie für die Integration digitaler Informationstechnologien in der Projektentwicklung. Parallel zu seiner Anstellung bei Herzog & de Meuron leitete er unter Ludger Hovestadt zwischen 2003 und 2008 das Nachdiplomstudium für Computer-aided architectural design (CAAD) am Departement für Architektur der ETH Zürich.
Seit 2008 arbeitet Schaerer freischaffend als Künstler. Er lebt und arbeitet heute in Zürich und Steffisburg.

## Werk
Philipp Schaerers Werk thematisiert das fragile Verhältnis von Objekt und seiner bildlichen Darstellung unter Einbezug der Informationstechnologie. Die Auseinandersetzung mit digitalen Verarbeitungstechniken stellt ein zentrales Element in Schaerers Schaffen dar. Es sind konstruierte (Bild-)Welten, die das zunehmende Verschwimmen der Grenze zwischen digitalen Bildwelten und materiellen Objekten thematisieren.
Bekanntheit erlangte Philipp Schaerer bereits mit seiner ersten Serie «Bildbauten», die im Rahmen der Ausstellung «Swiss Photography» 2008 als beste freie Arbeit prämiert und später international laufend ausgestellt wurde. Sie markiert auch einen Bruch mit der Visualisierungsästhetik, wie sie der gelernte Architekt Anfang der Nullerjahre für die Wettbewerbsbeiträge von Herzog & de Meuron geschaffen hatte. Die aus verschiedenen Flächen entworfenen «Bildbauten» meiden die Verführungskraft von Dreidimensionalität, atmosphärischen Lichtstimmungen und Menschen. Sie haben ihre eigene Existenz, sind keine Stellvertreter von geplanten oder vollendeten Gebäuden. Und trotzdem ist man versucht zu glauben, dass sie real existieren könnten. Der Künstler spielt bewusst mit der Täuschung der fotorealistischen Ästhetik oder dekonstruiert sie.
Philipp Schaerers Arbeiten entstehen vorwiegend im digitalen Raum. Mittels unterschiedlicher Techniken schafft er virtuelle Artefakte wie Objekte, Gebäude oder Landschaften. Seine digital geschaffenen Realitäten erscheinen in einer subtilen Stringenz. Sujet und Repräsentation verbinden sich zu beeindruckenden Darstellungen zwischen Realität und Fiktion. Grundlage vieler seiner Arbeiten bildet sein digitales Bildarchiv, das ein wichtiges «Rohmaterial» für seine Bildarbeiten darstellt.
Im Jahre 2023 wurde Schaerer mit dem Kunstpreis der Stadt Thun ausgezeichnet. Seine Arbeiten sind mittlerweile in zahlreichen privaten und öffentlichen Sammlungen vertreten, wie etwa im Museum of Modern Art (MoMA) in New York, im Centre Pompidou in Paris, im Museum of Contemporary Photography (MoCP) in Chicago, im Zentrum für Kunst und Medien (ZKM) in Karlsruhe, im Fotomuseum Winterthur wie auch in den Sammlungen einzelner Kunstmuseen der Schweiz. 2017 war Schaerer mit einem künstlerischen Beitrag an der Chicago Architecture Biennial vertreten und 2019 an der Trienal de Arquitectura de Lisboa.

## Einzelausstellungen (Auswahl)
- 2024: Pictorial Composites: Blurring Boundaries - Ambiguous Realities, Forum d’Architectures (F’AR), Lausanne
- 2024: Crossbreeds - Imaginary Still Lifes, Loop, Zürich
- 2022: Philipp Schaerer. Dissected Nature, Kunstmuseum Olten
- 2021: The Closet. Phantoms of Reality, in Kollaboration mit Reto Steiner, Kunstraum Satellit, Thun
- 2019: The unobtrusive Beauty of the Banal: Anonymous architecture between reality and abstraction, Palacio del Condestable, Pamplona
- 2017: Offshoots, Aff Space, Bern
- 2009: Bildbauten: Architectural imagery by Philipp Schaerer, Berlage Institute, Rotterdam

## Gruppenausstellungen (Auswahl)
- 2023: Hand and Machine Architectural Drawings, Norwegische Nationalmuseum für Kunst, Architektur und Design, Oslo
- 2021: Landschaft – erforscht, interpretiert, konstruiert, Kunst im Trudelhaus, Baden
- 2021: Memory – Über die Erinnerung und das Vergessen in ungewöhnlichen Zeiten, Kunstmuseum Olten
- 2019: What is Ornament, Trienal de Arquitectura de Lisboa, Culturgest, Lissabon
- 2019: Fiction and Fabrication, Museum für Kunst, Architektur und Technologie (MAAT), Lissabon
- 2018: Coding The World, Centre Pompidou, Paris
- 2018: Driftende Bauten, Kunst Galerie Fürth, Fürth
- 2018: Infosphere, Centro Nacional de las Artes, Mexiko-Stadt
- 2017: Make New History: A Love of the World, Chicago Architecture Biennial, Chicago Cultural Center, Chicago
- 2015: Globale: Infosphere, Zentrum für Kunst und Medien (ZKM), Karlsruhe
- 2015: Endless House: Intersections of Art and Architecture, Museum of Modern Art (MoMA), New York
- 2013: Concrete: Architecture and Photography, Fotomuseum Winterthur
- 2012: Obsessions, La Filature, Mulhouse
- 2012: Transformator: Roger Boltshauser with images by Philipp Schaerer, Architekturgalerie Berlin
- 2009: All over the place, Dumbo, New York